# Юридичний факультет Харківського Національного педагогічного університету імені Г.С. Сковороди
Юридичний факультет ХНПУ імені Г. С. Сковороди — навчально-науковий підрозділ Харківського Національного педагогічного університету імені Г. С. Сковороди. Здійснює підготовку бакаларів та магістрів зі спеціальностей «право» (081), «економіка» (051). Один із кращих юридичних факультетів, створених у незалежній Україні.

## Історія факультету
У 1994 р. ХНПУ імені Г. С. Сковороди отримав ліцензію від МОН України для здійснення підготовки юристів за спеціальністю «Право». Навчальний процес здійснював соціально-економічний факультет, який було створено у лютому 1994 р. Цей факультет у 1995 р. був трансформований в Інститут економіки і права, до якого входили соціологічний, психологічний, економічний та юридичний факультети. З 1996 р. в Інституті економіки і права залишились економічний та юридичний факультети, а соціологічний та психологічний факультети виділились в окремі підрозділи.
Директором Інституту економіки і права з 1995 р. по 2002 р. був Заслужений діяч науки і техніки України, академік Міжнародної кадрової академії, доктор юридичних наук, професор, член-кореспондент Національної академії правових наук України Олександр Іванович Процевський. З 2002 р. по 2015 р.  Інститут економіки і права очолював Віктор Олександрович Процевській.
З 1997 р. по 2021 р. деканом юридичного факультету був доктор юридичних наук, професор Віктор Олександрович Процевській. З вересня 2021 р. в.о. декана юридичного факультету є к.ю.н., доцент Головань Тетяна Георгіївна.
У перші роки існування юридичного факультету в його науково-педагогічному складі працювали провідні фахівці у галузі права, такі як академіки Академії правових наук України: В. Д. Гончаренко, А. О. Пінаєв, А. Й. Рогожин, М. М. Страхов, Ю. М. Тодика, В. І. Тютюгін; член-кореспондент НАПрН України М. М. Сібільов, професори А. Ф. Волобуєв, Л. К. Маймескулов, О. П. Рябченко та інші визначні постаті у сфері юридичної науки.
Поступово на юридичному факультеті була налагоджена активна та ефективна робота із підготовки власних науково-педагогічних кадрів.
За час свого існування юридичний факультет забезпечив якісну підготовку більше 13 тис. бакалаврів, спеціалістів та магістрів за спеціальністю «Право».
Сьогодні діяльність юридичного факультету спрямована на підготовку юристів за спеціальнісю «Право» 081 та економістів за спеціальністю «Економіка» 051.

## Структура факультету
Юридичний факультет складається з трьох кафедр.

### Кафедра цивільно-правових дисциплін і трудового права імені проф. О.І. Процевського
Кафедра цивільно-правових дисциплін і трудового права імені професора О.І. Процевського була заснована у 1997 р., коли на юридичному факультеті ХНПУ ім. Г.С. Сковороди у результаті реорганізації сектора права була створена кафедра цивільно-правових дисциплін і трудового права. У перші десятиліття існування кафедри її очолювали д.ю.н., професор О.І. Процевський та д.ю.н., професор В.О. Процевський. У 2019 р. кафедрі присвоєно ім’я професора О.І. Процевського. З 2016 р. по 2021 р. завідувачем кафедри була д.ю.н., професор Москаленко Олена В’ячеславівна. З вересня 2021 р. в.о. завідувача кафедри є д.ю.н., професор О.О. Коваленко.
Навчальний процес на кафедрі забезпечує професорсько-викладацький склад, серед них чотири докторів юридичних наук, професорів та десять кандидатів юридичних наук, доцентів.
Науково-педагогічні працівники кафедри забезпечують викладання таких навчальних дисциплін, як «Цивільне право України», «Цивільний процес України», «Трудове право України», «Право соціального забезпечення України», «Господарське право України», «Екологічне право України», «Земельне право України», «Аграрне право України», а також низку спеціальних юридичних дисциплін («Спадкове право», «Сімейне право», «Страхове право», «Правові проблеми матеріальної відповідальності», «Процесуальне трудове право» тощо).

### Кафедра державно-правових дисциплін, кримінального права і процесу
Кафедра державно-правових дисциплін, кримінального права і процесу була утворена у вересні 2021 р. шляхом об’єднання кафедри кримінально-правових дисциплін та кафедри державно-правових дисциплін, міжнародного права і права Європейського Союзу. Кафедра кафедри державно-правових дисциплін, міжнародного права і права Європейського Союзу права була утворена наказом ректора ХНПУ імені Г.С. Сковороди з 1 листопада 2005 року на основі об’єднання двох кафедр юридичного факультету: кафедри державно-правових дисциплін, створеної у 2001 році на основі реорганізації кафедри історико-правових дисциплін і кафедри міжнародно-правових дисциплін, створеної у 2003 році. У перші роки існування кафедри її очолював д.п.н., професор А.В. Губа. З 2016 р. по 2020 р. завідувачем кафедри був к.і.н., доцент Горбань Володимир Іванович.  Кафедра кримінально-правових дисциплін створена в жовтні 1997 року. Її першим керівником був д.ю.н., професор А.О. Пінаєв. З 2010 р. по 2021 р. завідувачем кафедри був к.ю.н., доцент Шинкарьов Юрій Вікторович. У вересні 2021 р. кафедру державно-правових дисциплін, кримінального права і процесу очолила к.ю.н. Корабель Марія Георгіївна.

### Кафедра економічної теорії, фінансів і обліку
Кафедра економічної теорії була створена в 1991 році на базі загальноуніверситетської кафедри політичної економії. Значний внесок у розвиток кафедри економічної теорії зробив ректор університету І. Ф. Прокопенко, який очолював кафедру понад 30 років. Під керівництвом академіка І. Ф. Прокопенка була створена сучасна економічна школа з оригінальним поглядом на змістовні і перспективні проблеми економічної теорії. Під керівництвом І. Ф. Прокопенка авторські колективи кафедри підготували та видали значну кількість підручників, навчальних посібників нового покоління з економічних дисциплін для загальноосвітніх та вищих навчальних закладів, які стали джерелом організації процесу економічної освіти. Напрацювання науковців були ураховані при розробці Державного стандарту загальноосвітньої школи з економіки, Концепції змісту економічної освіти в загальноосвітній школі України. Колективом кафедри була розроблена і рекомендована для використання навчальна програма з економіки для загальноосвітніх навчальних закладів суспільно-гуманітарного профілю навчання.
З 2015 по 2018 р. кафедру економічної теорії очолювала кандидат економічних наук, доцент Сідельнікова І. В., автор понад 120 наукових праць, з них 5 колективних монографій, 12 навчальних посібників, у тому числі 4 з грифом МОН.
З метою практичної професіоналізації підготовки фахівців зі спеціальності «Економіка» 01 вересня 2018 року кафедру економічної теорії реорганізовано в кафедру економічної теорії, фінансів і обліку шляхом її злиття з кафедрою фінансів і обліку. Очолила кафедру кандидат економічних наук, доцент Соляр В.В.

## Наукова діяльність
УЗ 2001 р. на юридичному факультеті діє аспірантура за спеціальністю 12.00.08 «кримінальне право та кримінологія, кримінально-виконавче право», після закінчення якої науковий ступінь кандидата юридичних наук отримали 14 випускників.
З 2017 р. юридичний факультет здійснює підготовку аспірантів за спеціальністю 12.00.07 «адміністративне право і процес; фінансове право; інформаційне право». У вересні 2021 р. за цією спеціальністю захистив дисертацію перший аспірант.
З 1999 р. для опублікування результатів наукових досліджень на юридичному факультеті було створено фаховий збірник наукових праць у галузі юридичної науки, рекомендований ВАК Україні, який має назву «Збірник наукових праць ХНПУ ім. Г.С. Сковороди. Серія «Право»». У 2020 р. фаховий збірник факультету увійшов до категорії Б фахових видань.
З 2019 р. на юридичному факультеті проводиться щорічна міжнародна науково-практична конференція, присвячена пам’яті доктора юридичних наук, професора Олександра Івановича Процевського.

## Навчальний корпус

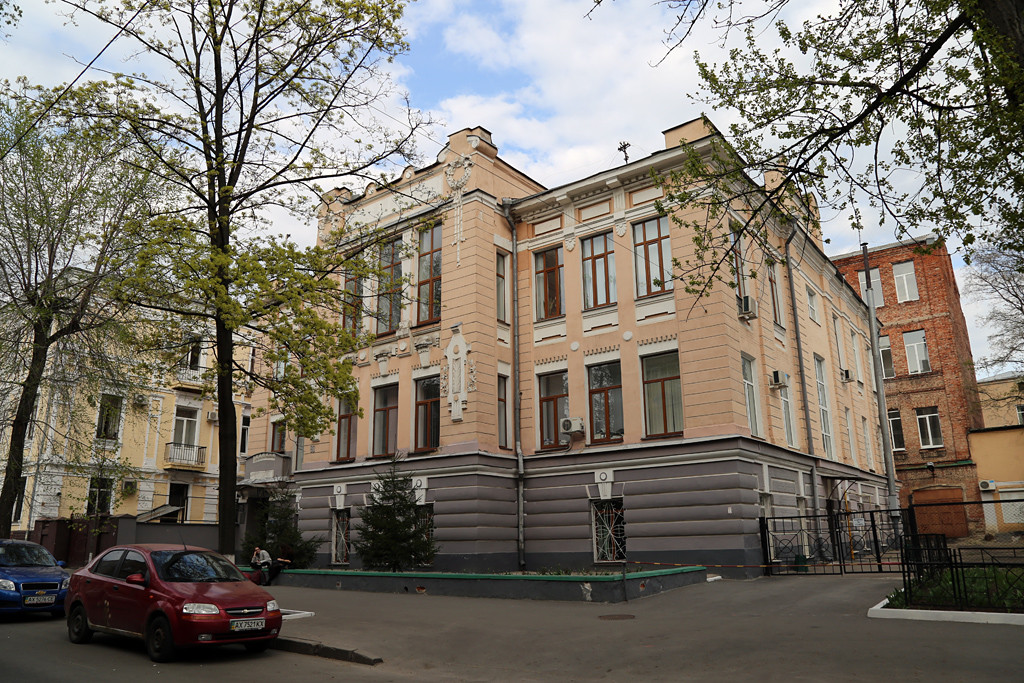
Навчальний корпус юридичного факультету на вул. Чернишевській 60.

Будівля, у якій проходять заняття на юридичному факультеті, знаходиться у Київському районі м. Харкова на вул. Чернишевській 60. Будинок був побудований за проектом архітектора Ю. С. Цауне в 1909—1913 роках на кошти купця Івана Кириловича Кабанова. До Жовтневої революції у будівлі розміщувалась приватна чоловіча гімназія, заснована групою викладачів 3-ї міської гімназії м. Харкова; в період, коли Харків був столицею УРСР — Харківська об'єднана окружна радпартшкола І і ІІ ступенів; в 1920-х роках — Треті харківські бухгалтерські курси. З 30-х років ХХ ст. будівля знаходиться на балансі ХНПУ імені Г. С. Сковороди. У різні часи у ньому розміщувались біологічний, соціальний, філологічний факультети. З 1996 року по липень 2020 року на вул. Чернишевській 60 знаходився юридичний факультет ХНПУ імені Г. С. Сковороди.
З липня 2020 року юридичний факультет працює у головному корпусі ХНПУ імені Г. С. Сковороди на вул. Алчевських, 29.

## Видатні випускники
Ляшко Олег Валерійович — народний депутат України
Танасевич Олена Віталіївна — голова Вищого Антикорупційного суду України
Бородавка Анатолій — директор Регіонального центру з надання безоплатної вторинної правової допомоги у Луганській та Харківській областях
Олійник Олександр — суддя Московського районного суду міста Харкова